# Scott Ainslie
Scott John Ainslie (Edimburgo, 27 dicembre 1968) è un politico britannico.
È stato eletto come Membro del Parlamento europeo (MEP) del Partito Verde di Inghilterra e Galles per Londra nelle elezioni europee del 2019. Ha ricoperto questo ruolo fino al recesso del Regno Unito dall'UE. Ainslie è anche consigliere rappresentante del quartiere di St Leonard's nel Consiglio di Lambeth a Londra dal 2014.

## Primi anni e istruzione
Scott John Ainslie è nato il 27 dicembre 1968 a Edimburgo. È cresciuto in un appartamento popolare, e ha una sorella più giovane. Ainslie si è laureato alla Edinburgh Napier University con una laurea in economia. Dopo la laurea ha studiato alla scuola di recitazione Mountview Academy of Theatre Arts con una borsa di studio. Si è trasferito a Streatham a Londra nel 1997.

## Carriera di attore
Ainslie è anche un attore. I suoi ruoli includono apparizioni nei film horror indipendenti The Zombie Diaries (2006), nel film horror antologico Little Deaths (2011), e nell'adattamento musicale Local Hero (2019).

## Carriera politica
Ainslie è consigliere del Partito Verde di Inghilterra e Galles nel borgo londinese di Lambeth dal 2014, rappresentando il quartiere di St Leonard's. Dal 2018 è stato il Capo dell'Opposizione sugli Standard e il Monitoraggio.
Ainslie si è candidato per i Verdi nelle elezioni europee del 2019. Era primo nella lista del suo partito ed è stato eletto come unico deputato nel collegio di Londra. Nel Parlamento europeo, Ainslie era membro della Commissione per i trasporti e il turismo ed era parte della delegazione all'Assemblea parlamentare paritetica ACP-UE. Nelle elezioni generali del 2019, Ainslie è stato candidato per i Verdi per il collegio di Streatham, dove si è classificato quarto con il 4,5% dei voti; alle elezioni del 2024 si è candidato nuovamente nel collegio di Streatham and Croydon North, arrivando secondo con il 17,1% dei voti.